# Véges halmaz
A matematikában, azon belül is elsősorban a halmazelméletben véges halmaznak nevezünk egy halmazt, ha elemszáma egy természetes szám. Véges halmaz például a 
{\displaystyle \displaystyle \{2,3,5,7,11\}}
halmaz (amelynek elemszáma 5) vagy a tetraéder éleinek halmaza (amelynek elemszáma 6). Speciálisan véges halmaz az üres halmaz is (ennek elemszáma 0). 
Nem minden halmaz véges; a nem véges halmazokat végtelen halmaznak nevezzük. Végtelen halmaz például az egész számok halmaza, vagy egy tetszőleges szakasz pontjainak halmaza.
A véges halmaz elemeinek számát a halmaz számosságának (idegen szóval kardinalitásának) nevezzük.
Bár a véges halmaz halmazelméleti fogalom, a legnagyobb szerepet mégis a kombinatorikában játssza.

## Formális definíció
Formális definícióval az {\displaystyle S} halmazt akkor nevezzük végesnek, ha létezik 
{\displaystyle \displaystyle f\colon S\to n}
bijekció valamilyen {\displaystyle n} természetes számra. Az {\displaystyle n} természetes számot az {\displaystyle S} halmaz számosságának nevezzük és hagyományosan így jelöljük: {\displaystyle |S|}.
Speciálisan véges halmaz az üres halmaz is, amelynek számossága 0.

## A véges halmazok tulajdonságai
Egy véges halmaz valamennyi részhalmaza is véges, és a véges {\displaystyle S} halmaz valódi részhalmazainak számossága kisebb, mint {\displaystyle |S|}. Azokat a halmazokat, amelyek ez utóbbi tulajdonságot bírják, Dedekind-véges halmazoknak nevezzük. A Zermelo–Fraenkel-féle axiómarendszernek létezik olyan modellje, amelyben vannak végtelen Dedekind-véges halmazok, de ha igaznak tételezzük fel a kiválasztási axiómát, akkor a Dedekind-véges halmazok és a véges halmazok megegyeznek.
Véges halmazok tetszőleges metszete, véges uniója és hatványhalmaza ismét csak véges.
Egy végtelen {\displaystyle S} halmaz {\displaystyle R} részhalmazát kofinit halmaznak nevezzük, ha {\displaystyle S\setminus R} ({\displaystyle R} komplementere) véges. A De Morgan-azonosságokból és a fentiekből következően kofinit halmazok tetszőleges uniója véges metszete ismét csak kofinit.